# レンダリング (コンピュータ)
レンダリング（英: rendering）は、データ記述言語やデータ構造で記述された抽象的で高次の情報から、コンピュータのプログラムを用いて画像・映像（動画）・音声などを生成することをいう。元となる情報には、物体の形状、物体を捉える視点、物体表面の質感（テクスチャマッピングに関する情報）、光源、シェーディングなどが含まれる。"render" の原義は「表現する、翻訳する、（脚本などを）上演する」などの意味。
レンダリングを行うソフトウェア、ソフトウェアパーツ、システムなどをレンダリングエンジンまたはレンダラーと呼ぶ。また、レンダリング用のサーバファームをレンダーファームと呼ぶ。

## レンダリングの例
- 3次元オブジェクトや光源の情報から3DCGを描画する。
- Adobe After Effectsなどのエフェクタがエフェクトのパラメータから映像を出力する。
- OSやテキストエディタやDTPソフトが文字コードから文字を表示する。
- DTMソフトがMIDIデータなどから音声信号を生成する。（特に、リアルタイム演奏ではなく事前に音声信号を生成してからそれを再生することを指す）
- ウェブブラウザがHTMLなどからウェブページを表示する。
- ウェブアプリケーションフレームワークなどでHTMLなどを閲覧前から事前に生成することをプリレンダリングといい、これをするとウェブブラウザの負荷が下り高速化するので、検索エンジン最適化（SEO）などが向上するといわれている。

どの場合も、出力データに関するコンピュータ上で作成された情報を必要とし、これをレンダリングすることで出力データを得る。

## レンダリング (3DCG)

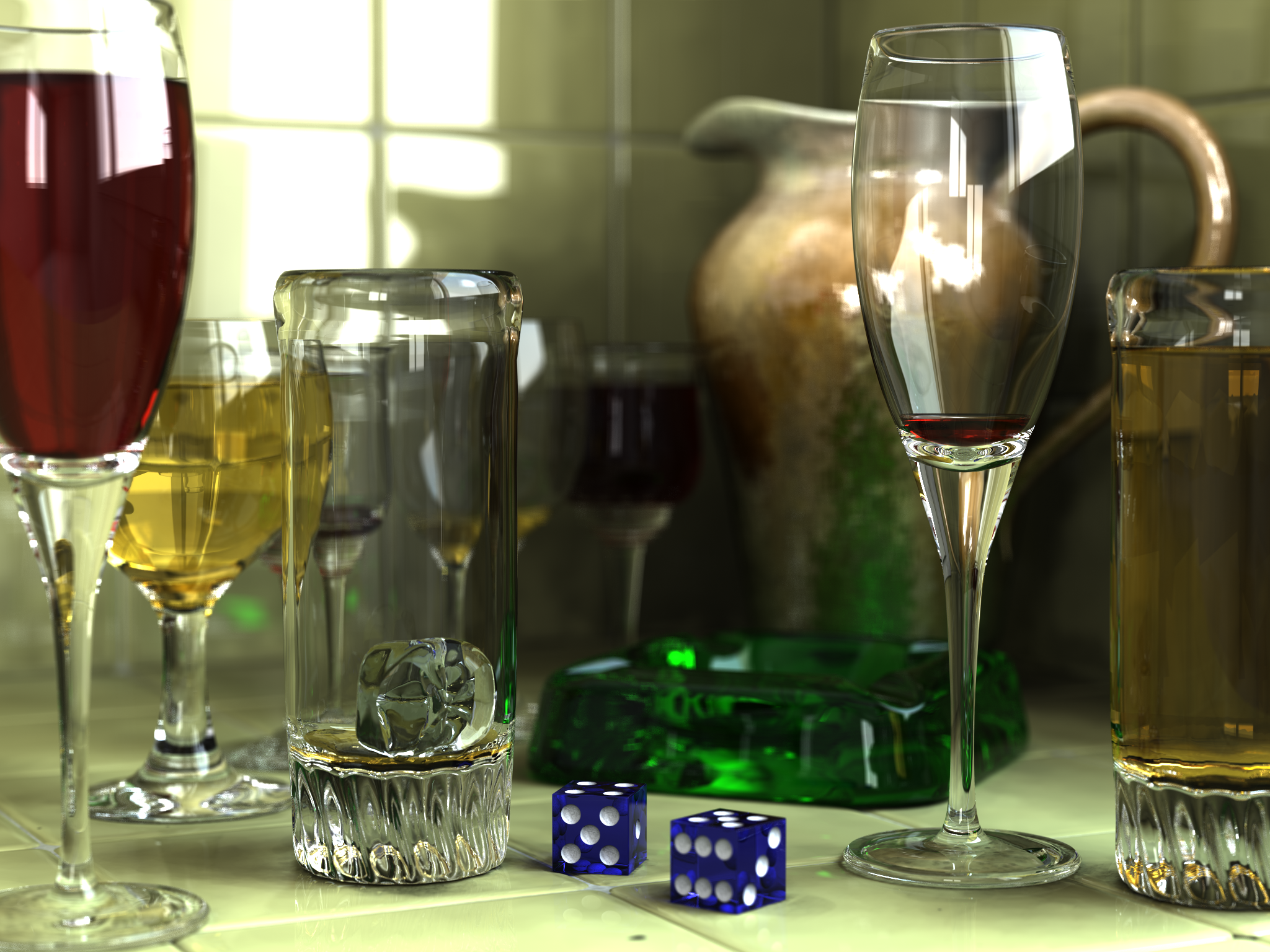
POV-Rayで3Dレンダリングされた画像

3次元コンピュータグラフィックスにおけるレンダリング（英: rendering）は3Dシーンを画像へ変換することである。
3Dシーンは3Dモデル・カメラ・光源などからなる。これを平面のディスプレイで見られるようにピクセルの集合である画像へ変換する一連の処理がレンダリングである。
レンダリング専用のソフトウェアも存在し、その場合はソフトウェア全体をレンダラーと呼ぶ。

### 3Dレンダリングの種類
- ローカル・イルミネーション、ダイレクト・イルミネーション
  - スキャンライン
  - レイトレーシング
- グローバル・イルミネーション
  - ラジオシティ
  - フォトンマッピング
  - MLT
  - ERPT
- ノン・フォトリアリスティック・レンダリング
  - トゥーンレンダリング

### 3Dレンダリング機能を持つ代表的なソフトウェア
- 3ds Max
- 3DShow
- Arnold
- Artlantis（ウクライナ語版）
- Blender
- Brazil
- can-cad
- CINEMA 4D
- final render
- fryrender
- LightWave
- Maxwell Render
- Maya
- mental ray
- POV-Ray
- RenderMan
- Shade 3D
- Softimage
- Terragen
- V-Ray
- Vue